# Es steht zur Wahl

Hinweis auf die unterstützte Partei in einer Ankündigung der Rede 1965

Dich singe ich, Demokratie: Es steht zur Wahl war die erste einer Anzahl von Reden, die Günter Grass bis 1976 als privater Wahlredner für die Sozialdemokratische Partei Deutschlands (SPD) gehalten hat. Grass sprach die Rede auf einer vom Sozialdemokratischen Hochschulbund und Liberalen Studentenbund Deutschlands organisierten Redereise durch die Bundesrepublik zur Zeit des Bundestagswahlkampf 1965. Sie erschien im Luchterhand Literaturverlag 1965 als 11-seitige Publikation auch im Druck sowie auf einer Schallplatte.
Für ihre Übertitelung wandelte der Autor ein Wort von Walt Whitman leicht ab.

## Inhalt
Die bei flüssigem Vortrag knapp einstündige Rede an „entschlossene und unentschlossene Wähler“ forderte in ihren kontroversesten Stellen „jenseits aller Parteitagsbeschlüsse“ (Grass) die Anerkennung der Oder-Neiße-Grenze oder polemisierte gegen den Paragraphen 218. Ebenfalls großen Raum nahm eine dem jungen Willy Brandt folgende und sich gegen Konrad Adenauer stellende Interpretation des 17. Juni 1953 ein: die Vorgänge seien in Westdeutschland „bewußt zu einer Volkserhebung verfälscht“ worden. Mangels der Beteiligung des Bürgertums, der Bauern und – von Leipzig abgesehen – der Studenten, die sich mit den Aufständischen trotz Sprechchören vor Universitäten nicht solidarisierten, habe es sich doch allein um einen Arbeiteraufstand gehandelt. Darüber hinaus stellte die Rede Grass’ Aktion „Bücher für die Bundeswehr“ vor und forderte die Herabsetzung des Volljährigkeitsalters entsprechend der Wehrpflichtigkeit. Eine Reihe von weiteren kleinen Forderungen untergliederte den Redetext: Grass empfahl beispielsweise die Abschaffung der seiner Ansicht nicht mit einer Demokratie zu vereinbarenden Fünf-Prozent-Hürde. Daneben wurden Regierungspolitiker angegangen, Ludwig Erhard beispielsweise dafür quasi als unwählbar bezeichnet, dass er in einer öffentlichen Rede ein Goebbelswort aufnehmend von „Entartungserscheinungen der modernen Kunst“ gesprochen hatte. Grass endet mit einer Aufzählung von politischen und gesellschaftlichen Visionen: „Es liegen demokratische Geschichten in der Luft. Das alles steht zur Wahl.“

## Rahmenbedingungen
Für die Veranstaltungen in fünfzig deutschen Städten in Sälen mit bisweilen weit über tausend Sitzplätzen wurde Eintritt erhoben. Der Überschuss sollte der Aktion „Bücher für die Bundeswehr“ zugutekommen.
Grass gestaltete für die Redereise eigens eine Zeichnung für das Veranstaltungsplakat. Auf ihr ist ein Hahn zu sehen, der „Es Pe De“ kräht. Die eigentliche Abkürzung der unterstützten Partei (SPD) fand sich nicht auf dem Plakat, um den privaten Charakter der Initiative deutlich zu machen.
In Mein Jahrhundert schildert Grass eine Wahlkampfveranstaltung am 14. September 1965 in Cloppenburg, bei der seine Rede Tumulte und Eierwürfe hervorrief. Entgegen seiner Erinnerung hielt er hier allerdings nicht die Rede Es steht zur Wahl, sondern Ich klage an.

## Stimmen
Peter Brügge schreibt in einem zeitgenössischen Spiegel-Bericht über die Inhalte der Rede Es steht zur Wahl:
Nicht einmal Freund Schiller, der Professor und sprungbereite Wirtschaftsminister des Schattenkabinetts, mit dem der Dichter zu Anfang seines seltsam privaten Wahlfeldzuges gemeinsam auftrat, soll vorher geahnt haben, wovon am Abend die Rede sein würde. So getrennt marschieren Es-Pe-De und SPD.
Hans Adler und Jost Hermand stellen 1996 fest, dass „das Verhältnis zwischen politischem Redner und Schriftsteller (…) in Es steht zur Wahl (…) unvermittelt“ geblieben sei.

## Weiterführende Literatur
- Timm Niklas Pietsch: „Wer hört noch zu?“: Günter Grass als politischer Redner und Essayist. Klartext, 2006